# ホーレ・フェルスのヴィーナス

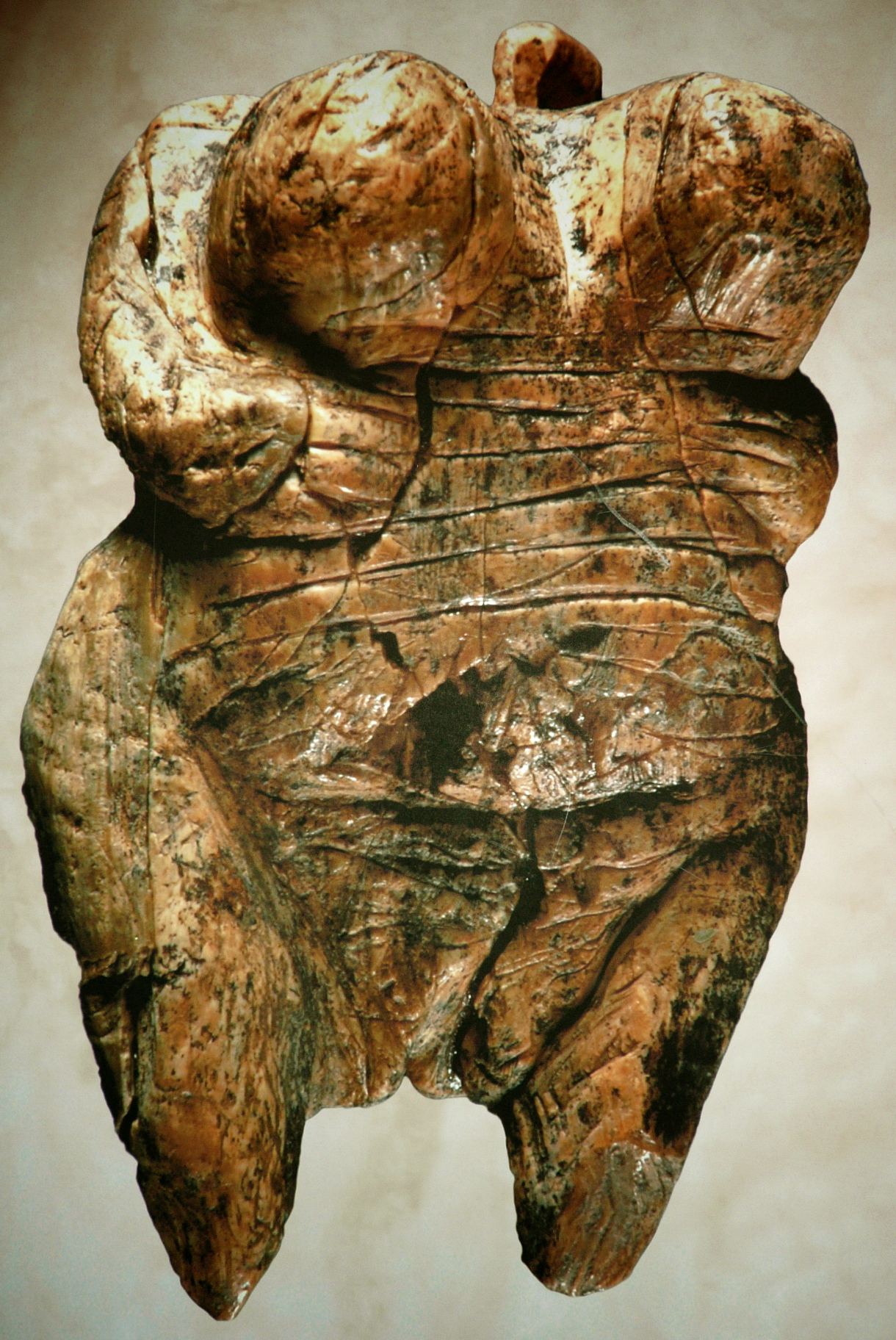
ホーレ・フェルスのヴィーナス (実際の大きさは高さ6cm、幅が3cm、重さが33g程度)

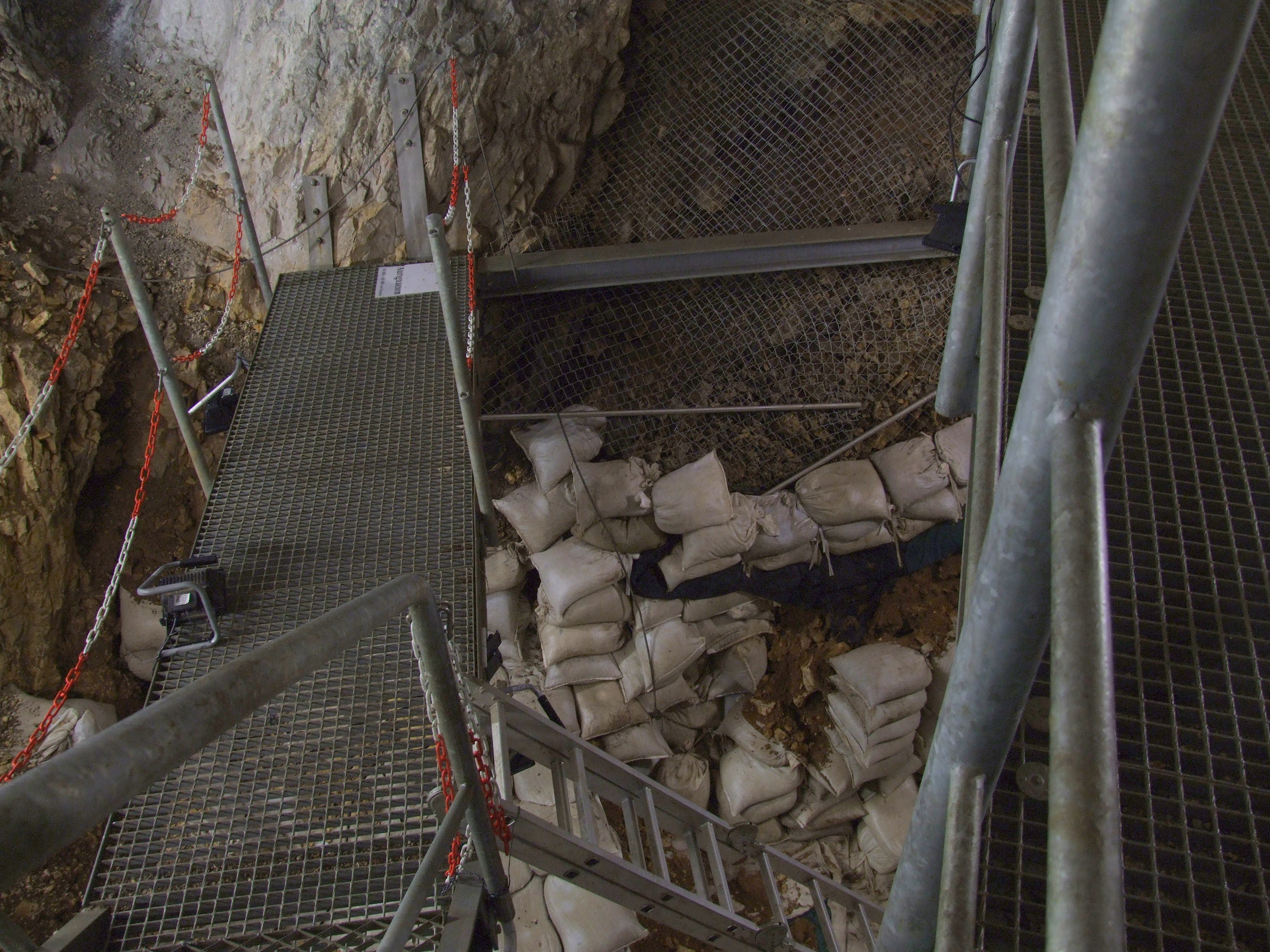
ヴィーナス像が発見されたホーレ・フェルスの洞窟内部

ホーレ・フェルスのヴィーナス (Venus vom Hohlen Fels, vom Hohle Fels)は2008年にドイツのシェルクリンゲン近郊で発見された後期旧石器時代のヴィーナス小像。この時代はじめの初期オーリニャック文化でつくられたと考えられ、年代的にはおよそ3万5千年から4万年ほど前にあたる。描かれているのはおそらくヨーロッパにかつて分布した新人であるクロマニヨン人の姿である。疑いようもなく旧石器時代では最古の美術品であり、あるいはより一般的な先史時代の造形美術としても最も古い。テュービンゲン大学では2011年の段階でもこの小像の調査が続いているが、いずれこの地域から出土した他の発掘品もふくめてシュヴァーベンに新たに建設予定の博物館におさめられる予定である。

## 背景
シュヴェービッシェ・アルプ一帯にはマンモス象の牙等でつくられた後期旧石器時代の人工遺物が発見された洞窟が複数存在し、現在まで25程度の事例が報告されている。ホーレンシュタインのシュターデル洞窟でみつかった獅子頭の像や、3万5千年前のものとされるホーレ・フェルス洞窟の象牙でできたフルートなどがそれにあたる。テュービンゲン大学のニコラス・コナードの調査隊がヴィーナス像が見つかった地点から70cmのところでハゲワシの骨でできたフルートを発見しているほか、同じ地層から他にも火打ち石の破片や、加工や彫刻された骨などの人工遺物も発見されている。材料は象牙だけでなく、ターパンや ホラアナグマ、マンモス象、アイベックスの骨が使われている。
造形美術や楽器の製作をはじめとした3万年から4万年前のヒトの現代的行動の例が集中的に見つかっている地域は世界でも珍しく、シュヴェービッシェ・アルプでオーリニャック文化を営んでいた人間たちは、美術や音楽だけでなく早いうちから宗教も持っていた可能性があるとコナード（Nicholas Conard）は推測している。
ホーレ・フェルスのヴィーナスの発見は先史時代の彫刻の年代を更新したが、知られる限りではおそらく最古の造形美術でもあり、オーリニャック文化で培われた他の美術品よりも数千年は時代を遡る。

## 発見
2008年9月、ドイツ南西のバーデン＝ヴュルテンベルク州ウルムから西に15kmほど行ったところにあるシェルクリンゲンのホーレ・フェルス(Hohle Fels)と呼ばれる洞窟の入り口から20mほど進んだ地下3mのところでヴィーナス像は発見された。
。調査団のリーダーであるテュービンゲン大学の考古学者ニコラス・コナードは自分たちの発見をネイチャー誌に報告しているが、放射性炭素年代測定による3万2000年前という結果を踏まえ、過去の例と照らし合わせると3万年以上の年代では炭素年代測定は不正確になることから、このヴィーナス像は3万5千年以前のものである可能性が高いと結論づけた。
ウーリーマンモスの牙に彫られたホーレ・フェルスのヴィーナス像は破砕して断片化しているが、2008年に見つかったのはそのうちの6ヶで左腕と肩は失われたままである。頭の位置にはおそらく「少なくとも数十時間はかけて彫られた」 輪の形をした突起があり、ここにひもを通してペンダントとして用いたと思われる。折り曲げた腕や指など細部まで彫ろうとする意識もみられるほか、腹部に何本もはいった平行な線は衣服を表現しているとみられる。また胸や腰などが非常に大きく描かれ、女性性が「異様なまでに誇張されて」いることから多産を象徴するものであった可能性がある。